# إيلين ماكالوم
إيلين ماكالوم (بالإنجليزية: Eileen McCallum)‏ هي ممثلة بريطانية، ولدت في 2 ديسمبر 1936 في غلاسكو في المملكة المتحدة.

## وصلات خارجية
- إيلين ماكالوم على موقع IMDb (الإنجليزية)
- إيلين ماكالوم على موقع ألو سيني (الفرنسية)
- إيلين ماكالوم على موقع قاعدة بيانات الفيلم (الإنجليزية)
- إيلين ماكالوم على موقع كينوبويسك (الروسية)